# 瓜地馬拉克察爾特南戈聖殿
瓜地馬拉克察爾特南戈聖殿是耶穌基督後期聖徒教會在瓜地馬拉建造的第二座聖殿。 它是中美洲教會的第五座聖殿。 這座聖殿位於克察爾特南戈的西部，靠近密涅瓦動物園（Parque Zoológico Minerva）。

## 歷史
2006 年 12 月 16 日，時任教會會長戈登·興格萊（Gordon B. Hinckley）宣布建造圣殿。 在 2009 年 3 月 14 日举行奠基仪式后开始施工。圣殿开放日于2011年11月11日至26日举行。 该圣殿于 2011 年 12 月 11 日由教会總會會長團第二諮理迪特·鄔希鐸長老 ( Dieter F. Uchtdorf ) 奉献；它是鄔希鐸長老奉献的第一座聖殿。 